# Европейский маршрут E41
Европейский маршрут Е41 — европейский автомобильный маршрут соединяющий Дортмунд, Германия и Альтдорф, Швейцария.

## Города, через которые проходит маршрут
- Германия: Дортмунд — Хаген — Ольпе — Зиген — Вецлар — Ханау — Ашаффенбург — Вюрцбург — Хайльбронн — Штутгарт — Бёблинген — Херренберг — Филлинген-Швеннинген — Бад-Дюрхайм — Зинген -
- Швейцария: Шаффхаузен — Винтертур — Цюрих — Швиц — Альтдорф[1]

Е41 связан с маршрутами
| - E34 - E37 - E40 - E44 |  | - E451 - E50 - E52 - E531 |  | - E54 - E60 - E35 |

## Фотографии

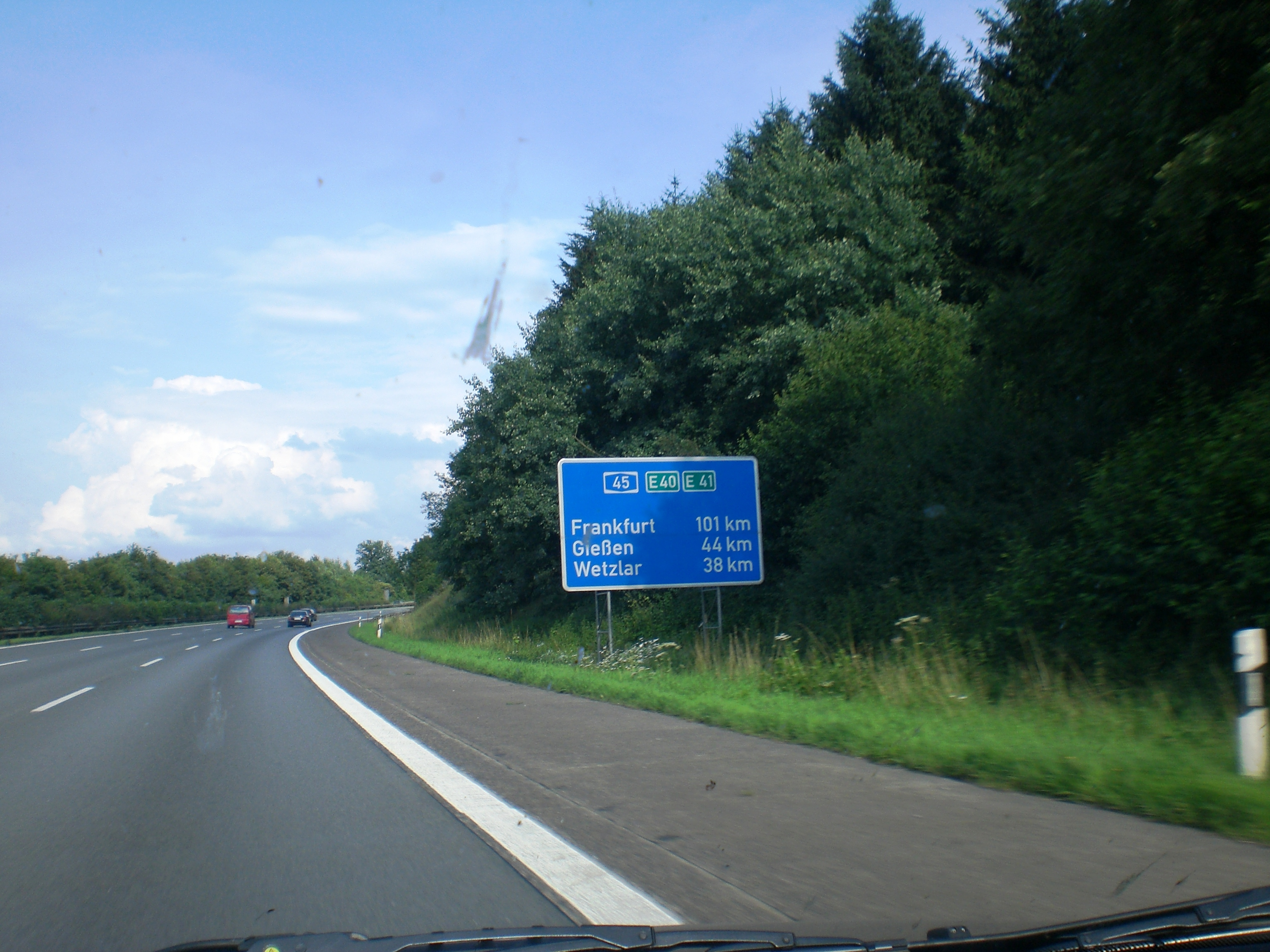
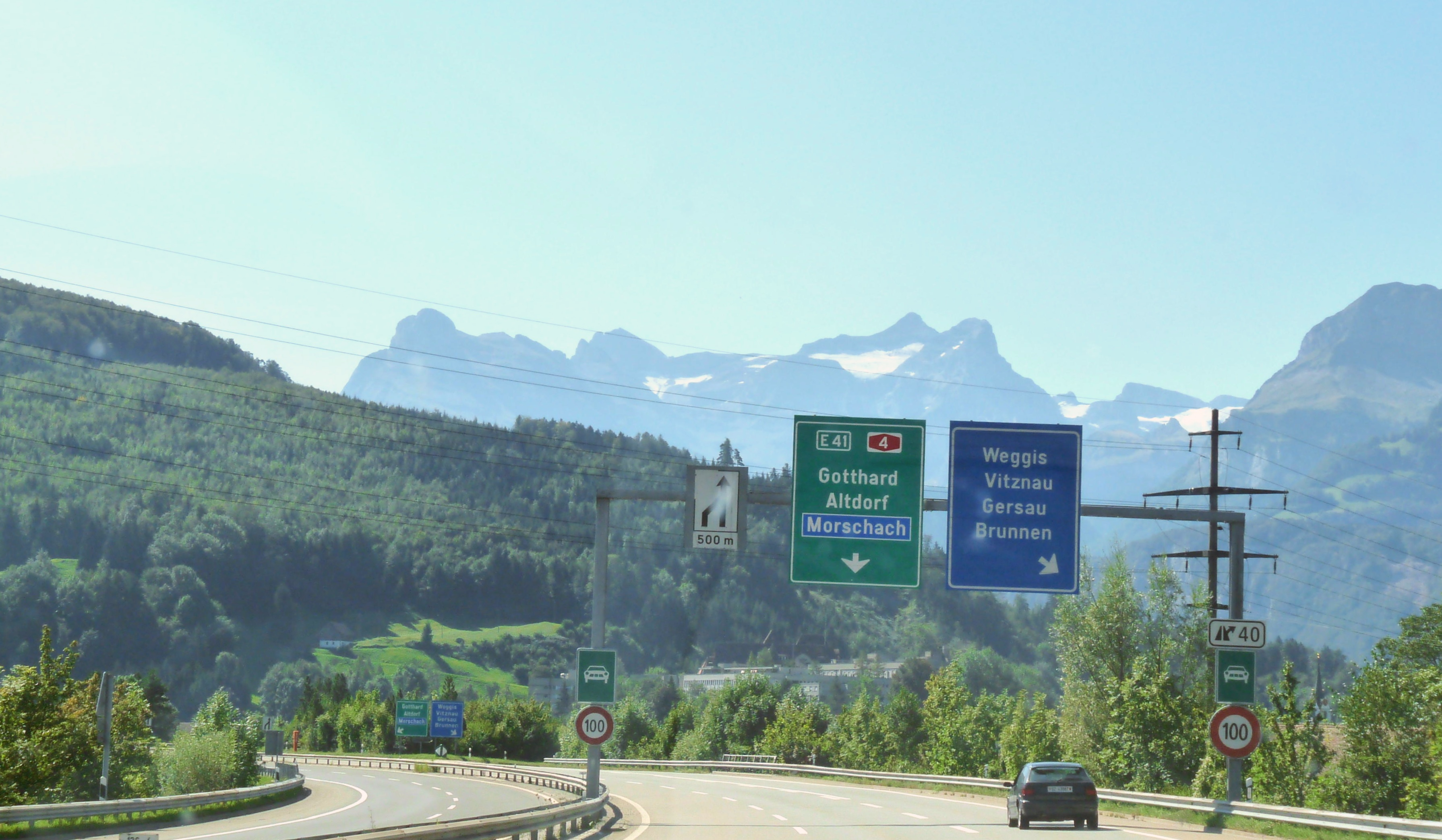
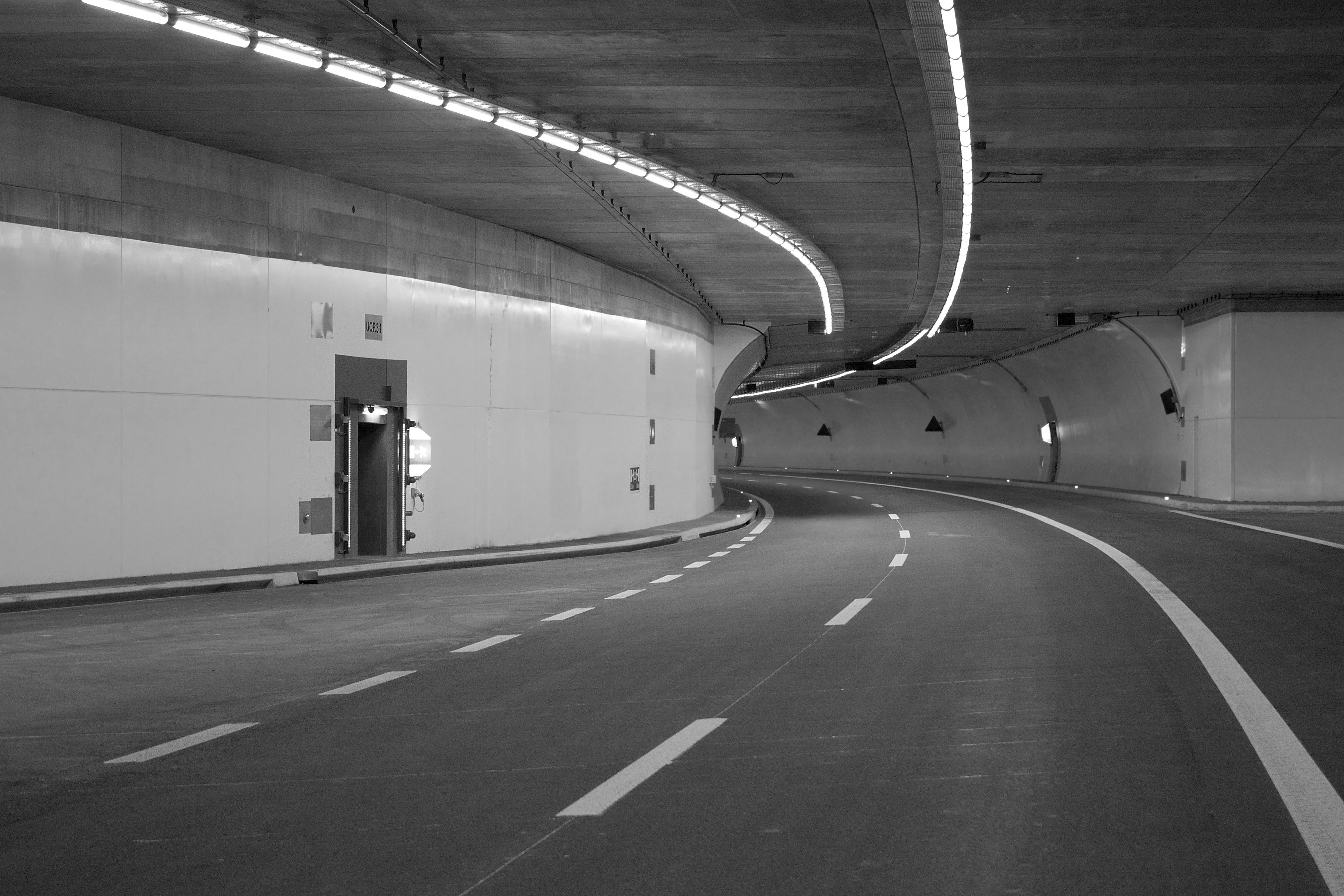
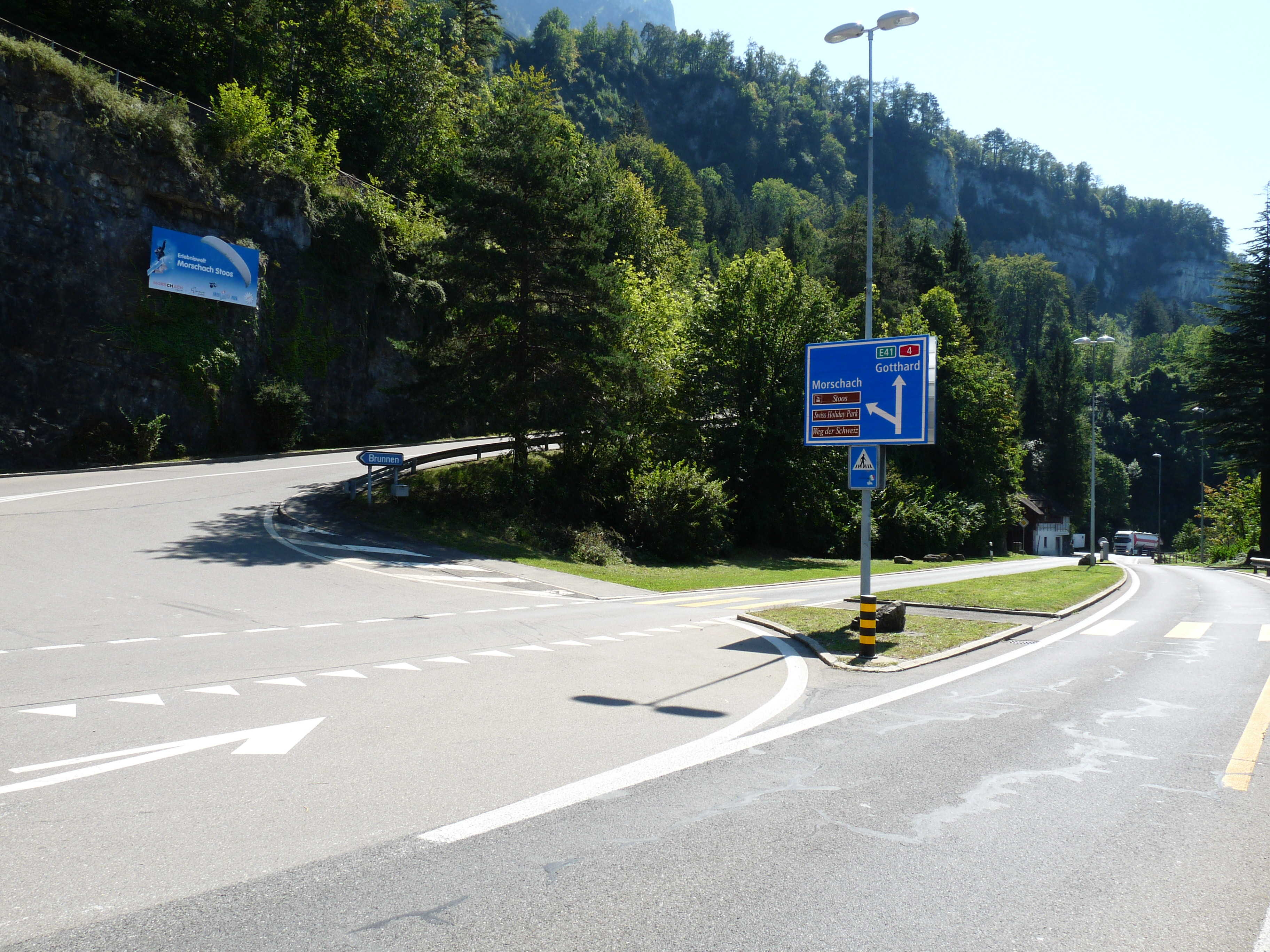